# Ermua
Ermua es una villa y municipio de la provincia de Vizcaya en el País Vasco, España. Pertenece a la comarca del Duranguesado, aunque organizativamente está integrado en la comarca guipuzcoana del Bajo Deva. Tiene una población de 15 890 habitantes y una extensión de 6,49 km². 
Ermua es la primera población de la provincia de Vizcaya, entrando por Éibar en Guipúzcoa por la parte occidental de esta. Tal situación de proximidad, y el hecho de pertenecer geográficamente a la cuenca del río Deva, hace que esta localidad se incluya, a muchos efectos, en la Comarca del Bajo Deva, junto a otros municipios guipuzcoanos. Con la vecina ciudad de Éibar forma una misma trama urbana. Ermua creció en los años 60 y 70 a la sombra de su vecina y funcionó como una ciudad dormitorio de esta.

## Toponimia
Etimológicamente el nombre de Ermua, que hasta 1805 se escribía Hermua, puede provenir del término vasco Emuas que quiere decir zona o terreno fronterizo, er(ria) territorio o terreno y muga, límite, frontera. En referencia a su límite con Guipúzcoa. Otra teoría sugiere que proviene de eremua (del latín eremus) que significa "páramo o yermo".

## Símbolos
Sus armas son un escudo partido: primero en campo de plata, una cruz de gules resaltada de un roble arrancado de sinople, con dos lobos de sable, pasantes, uno por delante y otro por detrás del tronco, cebados de sendos corderos, que es de Vizcaya, segundo en campo de azur, dos estrellas de ocho puntas de oro, puestas en palo, surmontadas de un creciente ranversado de plata y acompañadas a diestra, punta y siniestra de una cadena de doce eslabones de oro puesta en orla, y en jefe una venera de plata cargada de una Cruz de Santiago de gules. Bordura general de oro, cargada con cinco leones pasantes de gules. El todo embrazado por un león.
La bandera de la villa es de color carmesí, con las armas al centro.

## Geografía
Integrado en la comarca del Duranguesado, se sitúa a 42 kilómetros de la capital provincial. El término municipal está atravesado por la carretera nacional N-634 entre los pK 67 y 68, además de por las carreteras locales que comunican con Marquina-Jemein y Mallavia. 
El relieve del municipio se caracteriza por el estrecho valle del río Ego, afluente del Deva, y las escarpadas laderas de las montañas que lo limitan. La altitud oscila entre los 795 metros al noreste (pico Urko) y los 150 metros a orillas del río Ego. El casco urbano se alza a 166 metros sobre el nivel del mar. 
| Noroeste: Mallavia | Norte: Mallavia y Éibar (Guipúzcoa) | Nordeste: Éibar (Guipúzcoa)           |
| Oeste: Mallavia    |                                     | Este: Éibar (Guipúzcoa)               |
| Suroeste: Zaldívar | Sur: Zaldívar                       | Sureste: Éibar (Guipúzcoa) y Zaldívar |

### Composición
El municipio está compuesto por su núcleo urbano y algunos barrios como los de Ongarai, San Pelayo, Okin Zuri, Santa Ana y San Lorenzo. Estos barrios están muy próximos al centro y forman parte de un mismo núcleo urbano.

### Hidrografía
Ermua se sitúa en la parte alta de la cuenca del afluente principal del río Deva, el río Ego. Este río se forma muy cerca del municipio al juntarse varios arroyos provenientes del monte Oiz y del monte Urko en la parte norte de su territorio. En la sur los arroyos provienen de Elgueta y Zaldívar y forman el río Aixola, el cual tiene una presa cuyo embalse suministra agua a la localidad y a Éibar.
La estrechez del valle ha hecho que el río quede cubierto por edificaciones en muchos tramos de su recorrido urbano, al igual que ha sucedido en Éibar.

### Orografía
La orografía de Ermua está marcada por su ubicación al final del valle del Ego. Está rodeada por Oiz con sus 1.026 m de altitud y por Urko con 793 m. Por el otro lado, hacia Zaldibar y Elgeta está Egoarbitza, también cercano a los 700 metros de altura.
Las pendientes de la laderas de estos montes son muy elevadas hundiendo al municipio bajo ellas. Las infraestructuras de comunicación tienen que cruzar la divisoria de aguas entre el río Deba y el río Ibaizabal, la autopista y el ferrocarril lo hacen mediante sendos túneles bajo el puerto de Areitio, mientras que es la carretera nacional N-634 la que lo cruza por el alto. La carretera que se dirige a la costa se une a la Durango-Marquina en el alto de Trabakua, de 400 m de altitud.

## Historia

### Prehistoria
Como en todas las tierras de estos territorios, hay huellas de la presencia humana ya desde la prehistoria. Los enterramientos de la Edad de Bronce en pequeñas cuevas deshabitadas, como Kobagorri VI o en amplios abrigos naturales, como Gentilkoba, así como en dólmenes cercanos a la villa lo atestiguan.

### Roma
Los Caristios eran la tribu que ocupaba este espacio a la llegada de los romanos. La conquista romana y las posteriores guerras contra los visigodos han pasado por la historia de la actual Ermua sin dejar testimonios escritos. Los primeros documentos cercanos hacen referencia a la Merindad de Durango y datan del año 1053, cuando Munio Sánchez funda San Agustín de Echevarría, estando estas tierras bajo la corona del reino de Nájera - Pamplona, que luego sería Navarra. Cuando el rey de Castilla Alfonso VIII conquista el Duranguesado y lo cede al Señor de Vizcaya Diego López de Haro en el año 1200, el territorio donde se fundaría Ermua pasa a incorporarse a Vizcaya. En este tiempo hay una dualidad jurídica. Por un lado está el fuero de Vizcaya que afecta al territorio rural o tierra Llana, que se organizaba en anteiglesias y, por otro, los fueros de las villas.

### Edad Media
Ermua fue fundada entre 1140 y 1383 como otras muchas villas vizcaínas, aunque se desconoce la fecha exacta. El 20 de enero de 1372, en Burgos el Señor de Vizcaya Juan I de Castilla confirma la fundación de la villa. Los fueros de Ermua fueron confirmados de nuevo por Juan II de Castilla en 1415 y también en 1420 en Valladolid; y después en 1483 por Isabel la Católica en Durango. El fuero de la villa de Ermua es similar al de Logroño, que otorgaba el trabajo de ferrerías y la explotación del bosque, así como el mercado y la celebración de una feria semanal.
Para 1462 Ermua era conocida como villa ferrera y en 1516 hay documentada una fábrica de espingardas y escopetas. Ermua, dominada por los señores de Zaldívar, entra en la guerra de bandos de parte de los Oñacinos. El período de guerra, que no acabó hasta el reinado de los Reyes Católicos, trajo consigo numerosas calamidades. Hay testimonio de que un representante de Ermua asistía a las Juntas Generales de Guipúzcoa en 1445, lo que da pie a pensar que en algún momento Ermua pudiera haber barajado la opción de pasarse a esta provincia.

### Edad Moderna
En 1514 Ermua tenía unos 320 habitantes en sus 71 fuegos que se distribuían por sus 3 calles. La peste hace que Ermua pierda habitantes, para 1630 solo quedan 150, pero la guerra de Sucesión crea unas buenas condiciones económicas que favorecen el desarrollo del pueblo. Entre los siglos XVI y XVIII pleitea con su vecina Zaldua (Zaldívar) por los límites, llegando el 7 de mayo de 1543 a un acuerdo sobre los mismos que son fijados y se acuerda la forma de explotación de los terrenos en litigio. La actividad industrial, centrada en el hierro y la producción de armas, es continuada e importante. Junto con la vecina Éibar se convierte en uno de los proveedores más destacados. Esta actividad es la que se ha mantenido viva a través del tiempo y ha llegado hasta la actualidad. Aunque haya cambiado el producto final, la transformación del hierro, es hoy en día como antes, la base de la economía del pueblo.
Perteneciente a la Merindad de Durango, donde por su calidad de villa no podía participar en las Juntas, ocupaba el asiento número 12 en las Juntas Generales de Vizcaya que se reunían en Guernica. En 1800 estas Juntas Generales acuerdan dotar a Ermua de un escribano real.
En 1738 la familia Orbe construye el palacio del Marqués de Valdespina, mostrando de esta forma su poderío. Los Orbe tuvieron relevancia en el conflicto carlista.
En el contexto de la guerra de la Convención Ermua cae en poder de los franceses el 29 de agosto de 1794 y es quemada y arrasada casi por completo. En julio de 1795 vuelve a caer en manos francesas pero se firma ya la paz. En el transcurso de esta guerra se ve la necesidad de establecer las fábricas de armas en lugares más lejanos a la frontera y es entonces cuando las reales fábricas se trasladan a Trubia (Asturias) comenzando así la decadencia de la industria armera en la zona, aunque siempre ha gozado de importancia. Del desastre de la guerra tardaría en recuperarse la villa mucho tiempo.
La invasión napoleónica y su imposición hizo que el pueblo se sublevase contra los franceses. En 1809 se juzgaba a seis guerrilleros ermuarras y de Elgeta, condenando a cuatro de ellos a muerte. Hay multitud de denuncias y juicios por la convivencia entre el pueblo y la guerrilla, el apoyo a esta era general y extendido llegando a todas la clases sociales. El 18 de febrero de 1811 consta el fallecimiento de Manuel Domingo de Sarasqueta, natural de Ermua, jefe de guerrillas en la partida del Roxo. Entre 1802 y 1819 Ermua pasa de 357 habitantes a sólo 288 debido a la guerra contra el francés.
En 1843 hay 451 habitantes, la recuperación de la Guerra de la Independencia ya se ha producido, pero en el horizonte aparecen los nubarrones de otro conflicto bélico, esta vez de carácter civil. El Marqués de Valdespina toma parte por los carlistas; el 14 de agosto de 1834 Ermua es arrasada por los liberales. La guerra acaba con el Abrazo de Vergara, pero el Marqués de Valdespina no se resigna, y su hijo tomará parte en las otras dos sublevaciones. La familia Orbe controla la vida municipal plenamente. Son alcaldes o los alcaldes son testaferros suyos. Después de la guerra Carlista se entra en un período de bonanza y prosperidad en todo el País Vasco del que se beneficia la villa. A finales el siglo XIX había 698 habitantes (en 1886 habían llegado a 787 pero la epidemia de viruela la mermó).

### Los siglosXXyXXI
Mientras que en la vecina Éibar las elecciones municipales de 1931 hacían que la gente se lanzara a las calles proclamando la República, en Ermua el resultado es un ayuntamiento con un alcalde de la derecha y un teniente de alcalde nacionalista. En 1932 Ermua se posiciona en contra el Estatuto Vasco-Navarro, siendo el único de Vizcaya que lo hace.
La guerra civil española deja a Ermua del lado republicano. El frente se estabiliza en el invierno de 1937 en Éibar, y Ermua quedó como retaguardia inmediata. Llegada la primavera, las tropas sublevadas al gobierno de la República ocupan la villa, el 26 de abril, en su avance hacia Bilbao.
Pasada la guerra, en 1947, Ermua tenía 1411 habitantes. La industria tradicional sigue unida a las labores agrícolas y ganaderas. Se comienza una modernización que poco a poco va avanzando, en aquel entonces nadie se podía imaginar hasta dónde. A mediados de los años 50 se daban premios a la natalidad y se inauguraba el cine de pueblo. En 1961 hay 3029 habitantes. En la vecina Éibar se está produciendo un desarrollo industrial sin precedentes, la población crece debido a la necesidad de mano de obra para las fábricas de todo tipo que no dejan de producir. Trabajadores de todas las regiones de España llegan en número ilimitado. Ermua no puede quedar al margen del fenómeno y se ve envuelta en la vorágine de crecimiento desordenado. Fábricas y viviendas ocupan todo el terreno del valle. Cubren el río en un intento desesperado de buscar rendimiento al escaso terreno llano. Las viviendas se construyen en ocho y diez alturas y las industrias se desarrollan verticalmente en lugar de horizontalmente. En 1967 hay 11857 habitantes censados y un buen número sin censar que trabajan en Éibar y duermen en Ermua, en esa década la población de Ermua aumento un 340% pasando de 3029 habitantes a 14 651. Ermua se convierte en una ciudad-dormitorio de su vecina, entonces villa de Éibar.
Al final de la dictadura, en 1976, Ermua tiene una densidad superior a Bilbao o Barcelona, 2434 habitantes/km². Una ciudad netamente industrial, fuertemente vinculada con Éibar, con una presencia obrera importante y con mayoría de población proveniente de la emigración interna.
En esta nueva situación poblacional la recuperación de las libertades de elección hace que se rompa el secular control de la derecha, principalmente carlista, que se venía produciendo en el municipio. El primer ayuntamiento del nuevo período democrático tiene un alcalde del PSE, que se encarga de realizar una gran reforma urbana en la villa. El desorden causado por el apresurado crecimiento de los años anteriores intenta ser mitigado con una serie de importantes medidas urbanísticas y con importantes inversiones. Ermua recupera un cierto bienestar habitacional y se va imponiendo, en sucesivos períodos de mandato de alcaldes del PSE-EE, un cierto equilibrio urbanístico y de equipamientos. La crisis industrial de los años 80 hace que la población empiece a disminuir.
El estado de los servicios a los ciudadanos queda evidenciado por los hechos ocurridos a consecuencia de la sequía que azotó España en los años 80 que obligó al municipio a funcionar en un estado de racionamiento total de agua propio de latitudes casi saharianas: 4 horas diarias de agua, búsqueda de fuentes y manantiales en todos los sitios, transporte de agua por tierra, tren y regatos.
La situación política del País Vasco ha tenido una incidencia especial en esta villa. El secuestro y posterior asesinato en 1997 de Miguel Ángel Blanco, concejal por el Partido Popular del País Vasco, por parte de la banda terrorista ETA y la reacción de rechazo que siguió al mismo por parte del pueblo, tanto de Ermua, como del resto del país, marcó un punto de inflexión la historia reciente vasca, generando un sentimiento social multitudinario de rechazo hacia el terrorismo. Estos hechos dieron lugar al llamado Espíritu de Ermua.
El 6 de febrero de 2020 se produjo el desplome del vertedero de residuos inertes gestionado por la empresa Verter Recycling 2002 SL, situado en tierras del municipio de Zaldívar desde 2011 pero lindando con el municipio de Ermua y a pocos metros del barrio de San Lorenzo, uno de los más densamente poblados del municipio. El incidente fue calificado como una de las mayores crisis medioambientales del País Vasco y causó dos muertos (uno de ellos desaparecido).

## Demografía
Ermua cuenta con una población de 15 627 habitantes (INE 2024).
| Gráfica de evolución demográfica de Ermua entre 1842 y 2021 |
| |
| Población de derecho según los censos de población del INE Población de hecho según los censos de población del INEEn este censo se denominaba Érmua o Hérmua: 1857 |

## Economía
La economía de la villa está basada en la industria de transformación metálica. Todas la ramas de la trasformación del metal tienen reflejo en sus fábricas. La industria auxiliar del automóvil es muy importante, pero hay fábricas de máquina herramienta, bicicletas, aparellaje... Su población se ocupa tanto en las empresas instaladas en el municipio, que tiene varias áreas industriales importantes, como en los municipios vecinos (los polígonos industriales de Mallavia son en realidad extensiones de los de Ermua) o en las comarcas cercanas del Bajo Deba, Duranguesado y Lea Artibai (esta última con menos incidencia).
El sector primario está muy poco desarrollado al carecer prácticamente de terrenos de uso agrícola, ganadero o forestal. Ha habido alguna explotación minera a cielo abierto pero ya ha sido clausurada.
El sector secundario, como ya se ha comentado, está ampliamente desarrollado en torno a la industria de transformación metálica.
El sector de servicios cubre la necesidades diarias de sus habitantes, centrándose el comercio en Ermua o en Bilbao.

## Administración y política
Desde 1979, año en el que tuvieron lugar las primeras elecciones municipales en España tras la transición democrática, Ermua siempre ha sido gobernada por el PSE-EE. El primer alcalde de la localidad fue Julián Sancristóbal, que posteriormente pasaría a ser condenado por malversación de fondos públicos y por el secuestro de Segundo Marey.
En 1991 accede a la alcaldía Carlos Totorika, militante carlista hasta 1976. Se mantuvo como alcalde de la localidad durante 27 años, hasta su dimisión en 2018 para retirarse de la primera línea política. Durante su mandato, tuvo gran relevancia el secuestro y posterior asesinato del concejal popular Miguel Ángel Blanco por parte de la banda terrorista ETA en 1997. También fue uno de los fundadores de la asociación Foro de Ermua tras dicho suceso, si bien en 2007 la corporación municipal pidió a la asociación que dejase de usar el nombre del municipio.
Tras la dimisión de Totorika en 2018, la alcaldía fue asumida por Juan Carlos Abascal, quien la revalidó en las elecciones municipales de 2019. Desde finales de 2020, el gobierno municipal está formado por PSE-EE y PNV.
| Periodo   | Nombre              | Partido | Partido                                                       |
| --------- | ------------------- | ------- | ------------------------------------------------------------- |
| 1979-1982 | Julián Sancristóbal |         | Partido Socialista de Euskadi (PSE PSOE)                      |
| 1982-1983 | Antonio Cortizo     |         | Partido Socialista de Euskadi (PSE PSOE)                      |
| 1983-1991 | Francisco Berjón    |         | Partido Socialista de Euskadi (PSE PSOE)                      |
| 1991-2018 | Carlos Totorika     |         | Partido Socialista de Euskadi-Euskadiko Ezkerra (PSE-EE PSOE) |
| 2018-2024 | Juan Carlos Abascal |         | Partido Socialista de Euskadi-Euskadiko Ezkerra (PSE-EE PSOE) |
| 2024-act. | Beatriz Gámiz Mata  |         | Partido Socialista de Euskadi-Euskadiko Ezkerra (PSE-EE PSOE) |

| Partido político                                              | 2023   | 2023       | 2019   | 2019       | 2015   | 2015       | 2011   | 2011       | 2007   | 2007       | 2003        | 2003        | 1999    | 1999       | 1995   | 1995       | 1991  | 1991       |
| Partido político                                              | %      | Concejales | %      | Concejales | %      | Concejales | %      | Concejales | %      | Concejales | %           | Concejales  | %       | Concejales | %      | Concejales | %     | Concejales |
| Partido Socialista de Euskadi-Euskadiko Ezkerra (PSE-EE PSOE) | 29,64  | 6          | 39,96  | 7          | 31,51  | 6          | 37,67  | 7          | 48,66  | 9          | 50,83       | 9           | 52,65   | 10         | 38,92  | 8          | 48,70 | 10         |
| Euskal Herria Bildu (EH Bildu)-Bildu                          | 23,54  | 4          | 17,84  | 3          | 15,28  | 3          | 17,73  | 3          | —      | —          | —           | —           | —       | —          | —      | —          | —     | —          |
| Euzko Alderdi Jeltzalea-Partido Nacionalista Vasco (EAJ-PNV)  | 18,34  | 3          | 21,39  | 4          | 14,26  | 3          | 12,74  | 2          | 13,84  | 2          | 16,54       | 3           | 11,02   | 2          | 11,40  | 2          | 13,14 | 2          |
| Elkarrekin Podemos-Irabazi-Ezker Anitza-IU                    | 13,57  | 2          | 10,09  | 2          | 9,15   | 1          | 9,10   | 1          | 12,12  | 2          | 10,04       | 1           | 5,71    | 1          | 14,01  | 2          | 5,45  | 1          |
| Partido Popular del País Vasco (PP)                           | 10,53  | 2          | 8,50   | 1          | 10,51  | 2          | 20,44  | 4          | 20,45  | 4          | 21,22       | 4           | 19,99   | 3          | 20,51  | 4          | 8,13  | 1          |
| Partido Comunista de los Trabajadores de España (PCTE)        | 2,44   | 0          | —      | —          | —      | —          | —      | —          | —      | —          | —           | —           | —       | —          | —      | —          | —     | —          |
| Vox                                                           | —      | —          | 1,33   | 0          | —      | —          | —      | —          | —      | —          | —           | —           | —       | —          | —      | —          | —     | —          |
| Se Puede Ermua Ahal Da                                        | —      | —          | —      | —          | 14,10  | 2          | —      | —          | —      | —          | —           | —           | —       | —          | —      | —          | —     | —          |
| Ciudadanos (CS)                                               | —      | —          | —      | —          | 3,65   | 0          | —      | —          | —      | —          | —           | —           | —       | —          | —      | —          | —     | —          |
| Eusko Alkartasuna (EA)                                        | —      | —          | —      | —          | —      | —          | —      | —          | 3,23   | 0          | Con PNV     | Con PNV     | Con PNV | Con PNV    | 4,91   | 0          | 4,46  | 0          |
| Euskal Herritarrok (EH)-Herri Batasuna (HB)                   | —      | —          | —      | —          | —      | —          | —      | —          | —      | —          | Ilegalizado | Ilegalizado | 9,5     | 1          | 8,67   | 1          | 9,32  | 2          |
| Euskadiko Ezkerra (EE)                                        | PSE-EE | PSE-EE     | PSE-EE | PSE-EE     | PSE-EE | PSE-EE     | PSE-EE | PSE-EE     | PSE-EE | PSE-EE     | PSE-EE      | PSE-EE      | PSE-EE  | PSE-EE     | PSE-EE | PSE-EE     | 6,14  | 1          |
| Gazte Naste (GN)                                              | —      | —          | —      | —          | —      | —          | —      | —          | —      | —          | —           | —           | —       | —          | —      | —          | 3,69  | 0          |

## Cultura

### Patronazgo
Una investigación ha tratado de sacar a la luz la aportación de las mujeres a la historia de Ermua, demostrando el ocultamiento que éstas han padecido hasta por parte de historiadores actuales. Así, mediante un análisis de los padrones municipales, se ha sacado a la luz un mercado negro de trabajo en el que las mujeres tomaron parte y que posibilitó el desarrollo ermuarra.
El sector secundario es el auténtico estructurador del pueblo de Ermua e impone las contradicciones que se dan en toda la sociedad: por un lado, la mujer ha accedido al trabajo industrial, dada la abrumadora necesidad de mano de obra, pero por otro lado dicho sector debe asegurar la reproducción de la mano de obra. Así, se optó por la expulsión de las mujeres de las fábricas para que se dedicasn a actividades de mantenimiento. La única salvedad es que la mano de obra femenina era también necesaria, por lo que sólo se expulsaron a las mujeres casadas: para ello, los empresarios pagaban una indemnización llamada “dote” con la que “premiaban” a las mujeres que casadas que pasasen a dedicarse a “sus labores” (las labores de mantenimiento necesarias).
Sin embargo, conociendo la realidad social de la familia ermuarra (su extrema juventud, las condiciones sociales en que se forma. su carácter inmigrante, sin lazos con su nueva realidad etcétera), es difícil creerse que el 90 % de las mujeres casadas se dedicasen exclusivamente a las tareas del hogar y no participasen de alguna manera del trabajo remunerado. Las mujeres han trabajado siempre: si antes de la industrialización desempeñaban una labor importante en la economía doméstica agraria, durante y después de la industrialización han trabajado tanto en las fábricas como en los servicios necesarios para el mantenimiento de la clase trabajadora; es decir, han realizado todo el conjunto de actividades de mantenimiento requeridas para producir diariamente la fuerza de trabajo, pero lo han hecho en el marco de la familia y no de un mercado de trabajo.
Pero por otra parte, también se ha demostrado que las mujeres han aportado dinero a la economía familiar y que han seguido participando del trabajo remunerado después de casarse, aunque lo hayan hecho dentro de mercados sumergidos de trabajo: las de patronas, costureras o empleadas de servicio doméstico son actividades que han posibilitado el mantenimiento de la familia obrera y muy especialmente en Ermua, donde las patronas han llegado a dar servicios a más de 2000 personas.

### Monumentos y lugares de interés
En Ermua destaca por su armonía, el conjunto monumental compuesto por la iglesia y el palacio de Valdespina, que fue imortalizada por el grabado de L. Urgellés en 1890. La relación entre el palacio y la iglesia Santiago Apóstol es intensa. Las cúpulas, de fisonomía semejante, no en vano fueron proyectadas por el maestro cantero guipuzcoano Sebastián de Lecuna que en 1729 recibió el encargo del cardenal Andrés de Orbe y Larreátegui para que realizara su mansión y más adelante le encargó la finalización de la iglesia que llevaba en obras desde 1600, se complementan en una estrecha relación. La imagen se observa a lo lejos, con los jardines del palacio en primer término ya que las estrechas calles del núcleo medieval de la villa impiden obtener esa perspectiva.

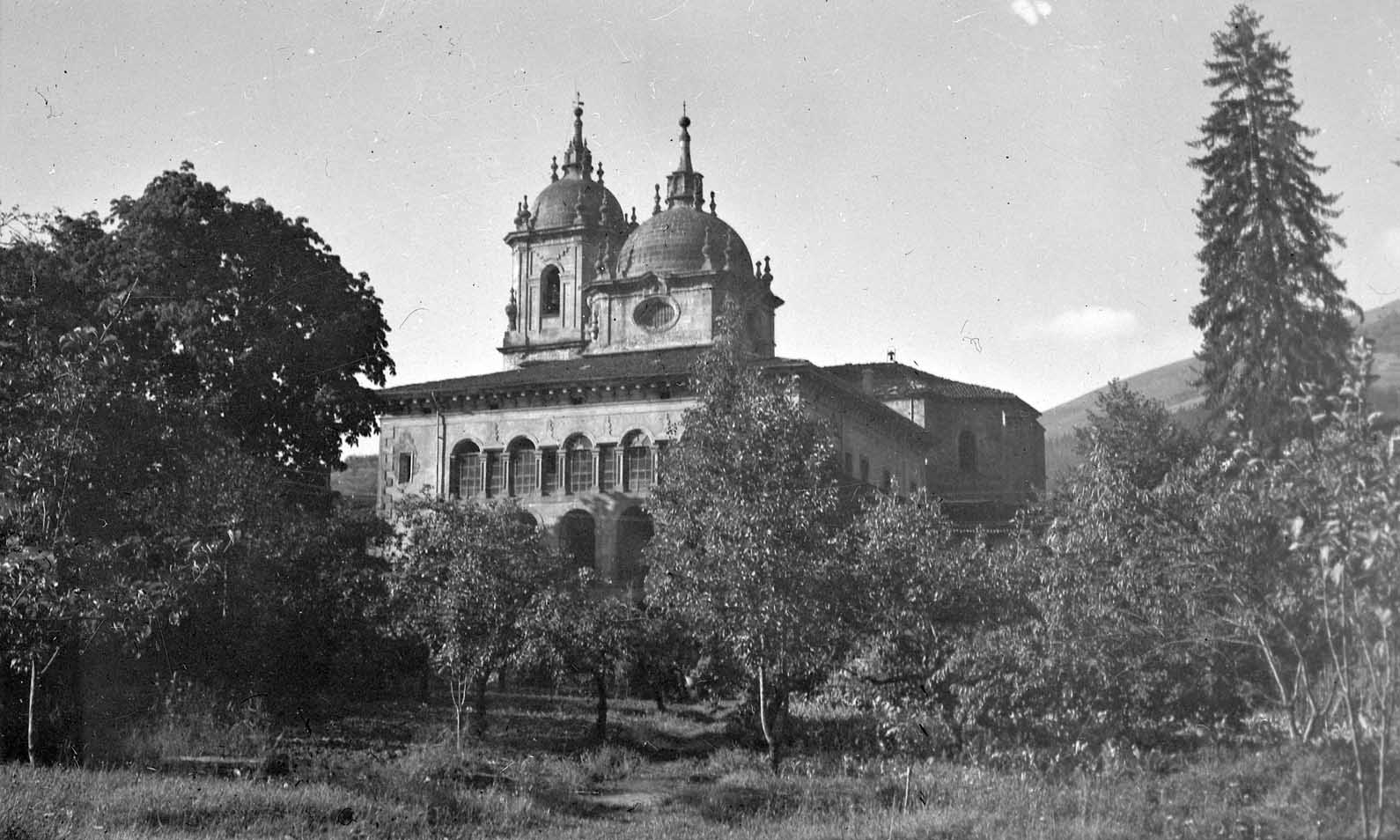
El palacio de Valdespina y la parroquia de Santiago Apóstol en 1918. Indalezio Ojanguren

- Palacio de Valdespina, construido en 1738 es un magnífico edificio residencial de estilo barroco enmarcado dentro del mundo barroco del segundo cuarto del siglo XVIII en versión culta y ornamentada. En 1729 Andrés de Orbe y Larreátegui, arzobispo de Valencia e inquisidor general, derriba su casa solariega y encarga al arquitecto Sebastián de Lecuona un nuevo edificio. La obra la realiza Joseph de Zuaznabar quien lo acaba en 1759. Es un gran edificio de planta cuadrada organizado alrededor de un espacio central que ocupa una gran escalera y cubre una cúpula con linterna. Cúpula idéntica a la de la iglesia vecina realizando así un armonioso conjunto. La fachada principal, que da a la calle y a la iglesia, ostenta dos grandes escudos esquineros con las armas de Orbe y Larreategui con un gran balcón central. La trasera que da al jardín y al río Ego, está conformada por loggias de diferentes estilos, uno en cada piso. Hoy es la sede del ayuntamiento de la villa.

- Iglesia parroquial de Santiago Apóstol data de 1600, es un bello edificio renacentista. Es del tipo de iglesia de una nave de tres tramos con capillas laterales altas entre los estribos. En frente a la nave hay, además, una capilla mayor ochavada más estrecha. Está cubierta por bóveda de crucería. Posee un coro y dos capillas barrocas. El encargo de finalización de las obras que el arzobispo Andrés de Orbe y Larreátegui realizó a Sebastián de Lecuna lo completó su cuñado Joseph de Zuaznabar. La torre es barroca y fue construida en 1729 por el maestro cantero guipuzcoano Sebastián de Lecuona.

El mobiliario refleja también la intervención del rico cardenal. Destaca el retablo mayor, el órgano y la capilla privada del arzobispo y su tumba. El retablo, bajo la advocación de Santiago el Mayor está hecho en madera de nogal, de estilo barroco, con columnas solomónicas a los lados. En sus hornacinas hay una serie de esculturas policromadas, el retablo esta sin policromar, entre la que destaca la de Santiago cabalgando sobre los moros en la batalla de Clavijo. La pieza, que preside el altar mayor, se adapta a la curvatura de la cabecera del templo consta de un banco de gran altura en el que se asientan seis grandes columnas salomónicas de capitel compuesto, sobre las que se ubica el ático en forma de cascarón gallonado. La imagen de Santiago el Mayor ocupa el centro de la estructura sobre una vidriera que deja pasar la luz. En la calle central, en el lugar que ocupó es sagrario, se ha ubicado una imagen de Cristo crucificado y sobre Santiago matamoros, coronado por un grupo de ángeles, se encuentra la imagen de la Asunción de la Virgen y sobre ella, rematando el retablo una representación de la Santísima Trinidad. En la parte baja del retablo se ubican los cuatro evangelistas (de izquierda a derecha, Mateo, Juan, Lucas y Marcos) y acompañando a la Asunción los cuatro padres de la Iglesia católica (Jerónimo, Gregorio, Ambrosio y Agustín). Entre columnas en sendas hornacinas se sitúan, arriba, los jesuitas San Francisco Javier y San Ignacio de Loyola y abajo los dos primeros apóstoles, Pedro y Andrés.
Toda la estructura del mueble está realizada en castaño que se ha dejado a la vista, sobre ese color oscuro de la madera, destacan las figuras ricamente policromadas. El retablo, profundamente barroco, está considerado como uno de los más representativos de su tipología en Vizcaya.
La arquitectura del mueble no ha sido dorada, dejando a la vista el color oscuro de la madera de castaño. Sobre ella destacan las esculturas, policromadas con ricos colores y cuidados detalles en los ropajes. Todo ello hace que tenga una apariencia monumental, potenciada con la abundante decoración barroca.
El órgano es del mismo tipo que el retablo, monumental y sin policromía. Hay otros pequeños retablos de madera dorada en estilo protorrococó y rococó.

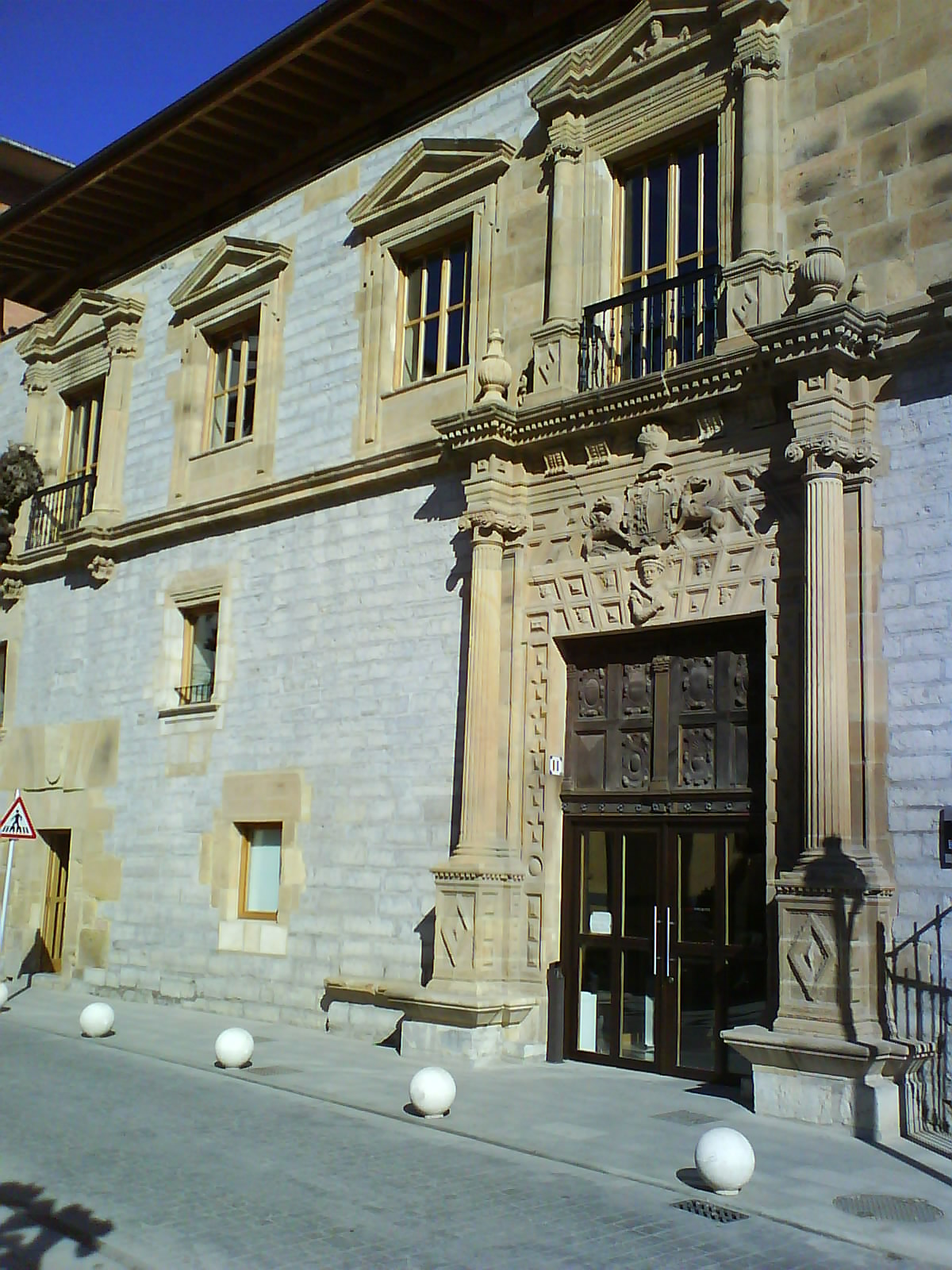
Palacio Lobiano

- Palacio Lobiano Construido en el siglo XVI por Don Francisco de Lobiano es un buen ejemplar de palacio residencial renacentista y una de las máximas aportaciones a la arquitectura del Renacimiento en Vizcaya. Esta construcción ha sido residencia del mismo Lobiano, convento de monjas, caserío y en la actualidad es casa de cultura tras ser reformado durante 6 años. Del edificio original solo queda parte de la fachada, inaugurándose como casa de cultura el 1 de febrero de 2007.

- San Pelayo (XVII) Es una escultura de transición entre el renacimiento y el barroco de principios del siglo XVII que confiesa la importancia del Camino de Santiago a su paso por Ermua en el desarrollo del pueblo. Su ermita renacentista fue derribada hacia 1965. Durante 3 años guarda la figura un particular. En 1968 se inaugura la capilla de San Pelayo donde desde entonces se expone la figura. Restaurada en 2006, es una gran muestra de la escultura renacentista en Euskadi.

- Monumento de Agustín Ibarrola Esta escultura en acero corten creada en 2002 es un homenaje a las víctimas del terrorismo. De formas geométricas se representa en ella la situación política de Euskadi. Su autor, Agustín Ibarrola, defensor de las "libertades constitucionales del pueblo vasco" aportó esta obra en memoria de las víctimas del terrorismo.

### Fiestas
- Cabalgata de Reyes Magos: 5 de enero.
- Semanas culturales de los centros regionales de Ermua. Andalucía , Galicia (letras galegas en mayo), Castilla y León, Extremadura y Castilla-La Mancha.
- Santa Águeda: 5 de febrero. Tradicional pasacalles de Santa Águeda.
- Eguen zuri: jueves de Carnaval.
- Hartz eguna: viernes de Carnaval.
- Euskal Jaia: Primer domingo de mayo.
- Fiestas de San Antonio: barrio San Antonio (primeros de junio).
- Fiestas de San Pelayo: barrio San Pelayo (última semana de junio - primera de julio).
- Fiestas Sallabente y Feria Medieval: barrio San Lorenzo (semana anterior a Santiagos).
- Santiago: fiestas patronales (del 14 al 27 de julio).24 de julio, txupinazo y desfile de txarangas. 25 de julio día del patrón y 27 de julio, Zezen eguna (día del toro), fiesta local.
- Feria de San Martín. Organizada por el colectivo local Euskal Birusa el sábado más próximo a la festividad de San Martín en noviembre.
- Olentzero: 31 de diciembre. En Ermua se celebra el 31 de diciembre en lugar del 24 ya que el primer año después de la muerte de Franco las autoridades retrasaron el permiso para celebrar esta fiesta con el objetivo de que ese año no se celebrara. El permiso llegó el 31 de diciembre, y la gente de Ermua decidió no dejar que las autoridades se salieran con la suya y lo celebraron ese día. La tradición se ha mantenido hasta la actualidad.
- Vértigo Rock Festival: Desde el año 2007 y todavía en la actualidad se celebra en el mes de mayo el festival Vértigo Rock que surge de las inquietudes de varios músicos locales amantes de la cultura en general, pero sobre todo de la cultura en forma de música, y cuya finalidad es fomentar la colaboración entre bandas locales o emergentes y bandas ya consagradas. Nos han visitado ya: Muro, Hamlet, Reincidentes, Dikers, Orihen, Shinova, Storbais, Sin Aliento...